# Clydonobothrium leioformum
Clydonobothrium leioformum är en plattmaskart som beskrevs av Alexander 1963. Clydonobothrium leioformum ingår i släktet Clydonobothrium och familjen Phyllobothriidae. Inga underarter finns listade i Catalogue of Life.